# 하이바라군

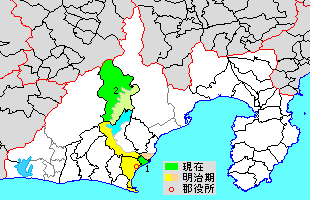
하이바라군의 범위 (1.요시다정 2.가와네혼정 연녹색:후에 다른 군에서 편입된 구역 연노랑:후에 다른 군으로 편입된 구역)

하이바라군(일본어: 榛原郡, はいばらぐん)은 일본 시즈오카현에 있는 군이다.
인구 33,427명, 면적 517.61km², 인구밀도 64.6명/km².(2025년 6월 1일, 추계인구)
이하 2정으로 구성된다.
- 요시다정(吉田町)
- 가와네혼정(川根本町)

## 군역
1879년 행정 구역으로 발족할 당시의 군역은, 현재의 행정 구역으로 대체로 아래 구역에 해당한다.
- 마키노하라시, 요시다정 전역
- 시마다시의 일부
- 야이즈시의 일부
- 후지에다시의 일부)
- 오마에자키시의 일부
- 가와네혼정의 일부

## 역사

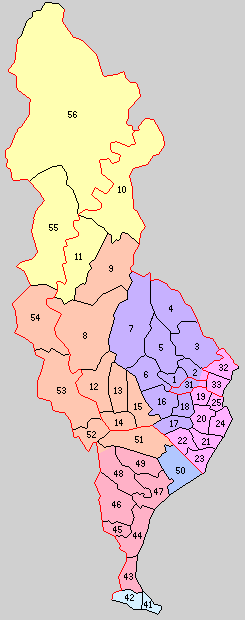
41.오마에자키촌 42.시로와촌 43.지토가타촌 44.사가라정 45.스게야마촌 46.하기마촌 47.가와사키정 48.가쓰마타촌 49.사카베촌 50.요시다촌 51.하쓰쿠라촌 52.가나야정 53.고카촌 54.시모카와네촌 55.나카카와네촌 56.가미카와네촌 (등색:시마다시 빨강:마키노하라시 노랑:가와네혼정 하늘색:오마에자키시 파랑:합병 없음. 1-25는 시다군 31-33은 마시즈군 → 시다군)

- 1889년 4월 1일 - 정촌제 시행으로, 아래의 정촌이 발족.(3정 13촌)
  - 오마에자키촌(御前崎村), 시로와촌(白羽村): 현 오마에자키시
  - 지토가타촌(地頭方村), 사가라정(相良町), 스게야마촌(菅山村), 하기마촌(萩間村), 가와사키정(川崎町), 가쓰마타촌(勝間田村), 사카베촌(坂部村): 현 마키노하라시
  - 요시다촌(吉田村): 현 요시다정
  - 하쓰쿠라촌(初倉村), 가나야정(金谷町), 고카촌(五和村), 시모카와네촌(下川根村): 현 시마다시
  - 나카카와네촌(中川根村), 가미카와네촌(上川根村): 현 가와네혼정
- 1949년 7월 1일 - 요시다촌이 정제 시행으로 요시다정(吉田町)이 됨.(4정 12촌)
- 1951년 4월 1일 - 스게야마촌이 사가라정에 편입.(4정 11촌)
- 1955년
  - 1월 1일 - 시모카와네촌이 시다군 이쿠미촌의 일부를 편입.
  - 2월 26일 - 시모카와네촌이 시다군 사사마촌을 편입.
  - 3월 28일 - 가와사키정·가쓰마타촌·사카베촌이 합병하여, 하이바라정(榛原町)이 발족.(4정 9촌)
  - 3월 31일 - 오마에자키촌·시로와촌이 합병하여, 오마에자키정(御前崎町)이 발족.(5정 7촌)
  - 4월 1일(6정 4촌)
    - 사가라정·지토가타촌·하기마촌이 합병하여, 사가라정(相良町)이 발족.
    - 시모카와네촌이 일부를 시마다시에 편입한 후, 정제 시행과 개칭으로 가와네정(川根町)이 됨.

  - 11월 1일 - 사가라정의 일부가 하이바라정에 편입.
- 1956년
  - 9월 30일(7정 3촌)
    - 가미카와네촌이 시다군 히가시카와네촌과 합병하여 혼카와네정(本川根町)이 발족.
    - 나카카와네촌이 시다군 도쿠야마촌을 편입.

  - 11월 1일 - 하이바라정의 일부가 가나야정에 편입.
- 1957년
  - 4월 1일 - 하쓰쿠라촌의 일부가 가나야정에 편입.
  - 10월 1일 - 가나야정·고카촌이 합병하여, 새로이 가나야정이 발족.(7정 2촌)
- 1961년 6월 1일 - 하쓰쿠라촌이 시마다시에 편입.(7정 1촌)
- 1962년 4월 1일 - 나카카와네촌이 정제 시행으로 나카카와네정(中川根町)이 됨.(8정)
- 2004년 4월 1일 - 오마에자키정이 오가사군 하마오카정과 합병하여 오마에자키시(御前崎市)가 발족, 군에서 이탈.(7정)
- 2005년
  - 5월 5일 - 가나야정이 시마다시와 합병하여, 새로이 시마다시가 발족, 군에서 이탈.(6정)
  - 9월 20일 - 나카카와네정·혼카와네정이 합병하여, 가와네혼정(川根本町)이 발족.(5정)
  - 10월 11일 - 하이바라정·사가라정이 합병하여, 마키노하라시(牧之原市)가 발족, 군에서 이탈.(3정)
- 2008년 4월 1일 - 가와네정이 시마다시에 편입되어, 군에서 이탈.(2정)

## 인접 지자체
- 시즈오카시
- 시마다시
- 하마마쓰시